# 营口站
营口站，位于中华人民共和国辽宁省营口市站前区，是营口铁路上的火车站，建于1909年，由沈阳铁路局管辖。

## 車站周邊
- 营口新兴医院
- 汉庭酒店营口火车站店
- 营口市烧伤医院
- 营口阳光妇科医院
- 营口市人民公园
- 营口市档案局
- 营口市图书馆
- 中国光大银行东升支行
- 中国银行营口站前支行
- 世纪名都大酒店
- 如家酒店营口辽河大街火车站店
- 锦江之星酒店营口辽河大街店
- 中国建设银行营口东升分理处
- 交通银行营口东兴支行
- 中国邮政储蓄银行营口市分行
- 营口沿海银行东升支行
- 营口银行东升路支行
- 营口市中医院

## 歷史
- 建于1909年。

## 外部連結
- 中国铁路客户服务中心 （页面存档备份，存于）